# Liste der Brücken über die Broye
Die Liste der Brücken über die Broye nennt die Broye querende Brücken von der Quelle bei Semsales bis zur Mündung bei La Sauge in den Neuenburgersee.

## Brückenliste
80 Übergänge überspannen den Fluss: 51 Strassen- und Feldwegbrücken, 20 Fussgänger- und Velobrücken, sieben Eisenbahnbrücken und zwei Rohrträgerbrücken.

### Ruisseau des Planes
4 Übergänge überqueren den Quellbach.

| Bild | Name                              | Ort      | Lage | Funktion                   | Konstruktion  | Material | Länge in m | Höhe m ü. M. | Bemerkungen     |
| ---- | --------------------------------- | -------- | ---- | -------------------------- | ------------- | -------- | ---------- | ------------ | --------------- |
|      | Chemin de l'Essert-du-Chet-Brücke | Semsales |      | Strassenbrücke (einspurig) | Bachdurchlass | Beton    | 4          | 1221         |                 |
|      | Chemin de l'Etat-Brücke           | Semsales |      | Feldwegbrücke              | Bachdurchlass | Beton    | 4          | 1012         |                 |
|      | Unbenannte Brücke                 | Semsales |      | Strassenbrücke (einspurig) | Balkenbrücke  | Beton    | 12         | 861          |                 |
|      | Unbenannte Brücke                 | Semsales |      | Strassenbrücke (einspurig) | Balkenbrücke  | Beton    | 10         | 853          | Zufahrtsstrasse |

### Oberes Broyetal
30 Brücken überspannen den Fluss von Semsales bis Ecublens.
| Bild | Name                                      | Ort                           | Lage | Funktion                                                                             | Konstruktion   | Material    | Länge in m | Höhe m ü. M. | Bemerkungen |
| ---- | ----------------------------------------- | ----------------------------- | ---- | ------------------------------------------------------------------------------------ | -------------- | ----------- | ---------- | ------------ | --- |
|      | Route des Babolles-Brücke                 | Semsales                      |      | Strassenbrücke (einspurig)                                                           | Balkenbrücke   | Beton       | 12         | 847          | Wanderweg |
|      | Unbenannte Brücke                         | Semsales                      |      | Feldwegbrücke                                                                        | Balkenbrücke   | Beton       | 8          | 841          | |
|      | Route de Bulle-Brücke                     | Semsales                      |      | Strassenbrücke (zweispurig) 1000                                                     | Balkenbrücke   | Beton       | 6          | 840          | Die Brücke wurde 1948 erstellt. Höchstgeschwindigkeit 80 km/h TPF-Buslinie N23 (Bulle–Châtel–Palézieux) |
|      | A12 Pra Linlia-Brücke (Pont TPF A12 nord) | Semsales                      |      | Eisenbahnbrücke (eingleisig)                                                         | Balkenbrücke   | Beton       | 129        | 834          | Höchstgeschwindigkeit 60 km/h Bahnstrecke Palézieux–Bulle–Montbovon Das Bauwerk überquert auch die A12-Autobahn. |
|      | A12-Brücke                                | Semsales                      |      | Autobahnbrücke (vierspurig) mit zwei Standspuren                                     | Balkenbrücke   | Beton       | 20         | 832          | Höchstgeschwindigkeit 120 km/h |
|      | Unbenannte Brücke                         | Semsales                      |      | Feldwegbrücke                                                                        | Balkenbrücke   | Beton       | 15         | 830          | Sackgasse |
|      | Unbenannte Brücke                         | Semsales                      |      | Strassenbrücke (zweispurig) mit Trottoirs und Rohrleitungen an der Brückenwand       | Balkenbrücke   | Beton       | 17         | 828          | Höchstgewicht 16 t Veloland-Route 9 Seen-Route (Etappe 1 Montreux–Bulle) |
|      | Route du Pra-Linlia-Brücke                | Semsales                      |      | Strassenbrücke (einspurig)                                                           | Balkenbrücke   | Beton       | 15         | 823          | |
|      | Rougève-Brücke                            | Semsales                      |      | Strassenbrücke (zweispurig) mit Trottoir und Rohrleitungen an der Brückenwand        | Balkenbrücke   | Beton       | 10         | 812          | Höchstgeschwindigkeit 80 km/h Höchstgewicht 16 t Veloland-Route 9 Seen-Route (Etappe 1 Montreux–Bulle) |
|      | Unbenannter Steg                          | Semsales                      |      | Fussgängerbrücke mit Rohrleitungen an der Brückenwand                                | Balkenbrücke   | Stahl       | 13         | 808          | |
|      | Unbenannter Steg                          | Châtel-Saint-Denis – Semsales |      | Fussgängerbrücke                                                                     | Balkenbrücke   | Stahl       | 14         | 807          | Übergang ist nicht behindertengerecht (Treppe). |
|      | Route de la Rogivue-Brücke                | Châtel-Saint-Denis – Maracon  |      | Strassenbrücke (zweispurig) mit Rohrleitung an der Brückenwand                       | Balkenbrücke   | Beton       | 14         | 807          | Höchstgeschwindigkeit 80 km/h Veloland-Route 9 Seen-Route (Etappe 1 Montreux–Bulle) Wanderweg Interkantonale Brücke (Kantonsgrenze Freiburg – Waadt) |
|      | Unbenannte Brücke                         | Châtel-Saint-Denis – Maracon  |      | Feldwegbrücke                                                                        | Balkenbrücke   | Stahl       | 12         | 803          | |
|      | Chemin de Maracon-Brücke                  | Remaufens – Maracon           |      | Strassenbrücke (einspurig)                                                           | Balkenbrücke   | Beton       | 25         | 794          | Höchstgewicht 18 t Interkantonale Brücke (Kantonsgrenze Freiburg – Waadt) |
|      | Unbenannte Brücke                         | Remaufens – Maracon           |      | Feldwegbrücke                                                                        | Balkenbrücke   | Beton       | 20         | 752          | Interkantonale Brücke (Kantonsgrenze Freiburg – Waadt) |
|      | Unbenannte Brücke                         | Remaufens – Ecoteaux          |      | Feldwegbrücke                                                                        | Balkenbrücke   | Holz        | 11         | 733          | Fahrverbot für Motorwagen, Motorräder und Motorfahrräder: Forstwirtschaft und Zufahrt zur Mühle gestattet Wanderweg Interkantonale Brücke (Kantonsgrenze Freiburg – Waadt) |
|      | Route d'Ecoteaux-Brücke                   | En Franex                     |      | Strassenbrücke (zweispurig)                                                          | Balkenbrücke   | Beton       | 14         | 706          | Höchstgeschwindigkeit 50 km/h |
|      | Route d'Ecoteaux-Brücke                   | Palézieux                     |      | Strassenbrücke (zweispurig) 751                                                      | Balkenbrücke   | Beton       | 47         | 661          | PostAuto-Buslinie 385 (Servion–Oron-la-Ville–Palézieux–La Rogivue) |
|      | SBB-Übergang                              | Palézieux                     |      | Eisenbahnbrücke (dreigleisig)                                                        | Bachdurchlass  | Beton       | 8          | 661          | Höchstgeschwindigkeit 90 km/h (Lausanne–Bern), 75 km/h (Palézieux–Payerne) Bahnstrecke Lausanne–Bern (zweigleisig) Bahnstrecke Palézieux–Payerne–Murten–Kerzers (eingleisig) |
|      | Unbenannter Steg                          | Palézieux                     |      | Fussgängerbrücke                                                                     | Balkenbrücke   | Beton       | 15         | 635          | Wanderweg |
|      | Unbenannte Brücke                         | Palézieux-Village             |      | Fussgängerbrücke                                                                     | Balkenbrücke   | Holz        | 24         | 624          | Gebaut 2014 Der Übergang ist nicht behindertengerecht (Treppen). |
|      | Rohrträger-Übergang                       | Palézieux-Village             |      | Rohrleitungsbrücke                                                                   | Balkenbrücke   | Stahl       | 20         | 623          | |
|      | Palézieux-Brücke (Grand-Rue)              | Palézieux-Village             |      | Strassenbrücke (zweispurig) mit abgetrenntem Trottoir 151 749                        | Bogenbrücke    | Stein Beton | 30         | 623          | National schützenswertes Bauwerk Höchstgeschwindigkeit 80 km/h PostAuto-Buslinien 381 (Palézieux–Cully) und 385 (Servion–La Rogivue) TPF-Buslinien 472 (Romont–Bouloz–Palézieux) und 473 (Romont–Ursy–Palézieux) Während des Zweiten Weltkriegs wurde an der Brücke von der Schweizer Armee ein Sprengobjekt angebracht. |
|      | Unbenannte Brücke                         | Les Tavernes                  |      | Fussgängerbrücke                                                                     | Bogenbrücke    | Beton       | 28         | 620          | Verbot für Tiere (Pferd) Wanderweg |
|      | Unbenannte Brücke                         | Châtillens – Oron-la-Ville    |      | Strassenbrücke (einspurig)                                                           | Bogenbrücke    | Stein       | 20         | 608          | Veloland-Route 99 Herzroute (Etappe 1 Lausanne–Romont) Wanderweg |
|      | SBB-Brücke                                | Châtillens – Oron-la-Ville    |      | Eisenbahnbrücke (eingleisig)                                                         | Balkenbrücke   | Beton       | 55         | 603          | Höchstgeschwindigkeit 80 km Bahnstrecke Palézieux–Payerne–Murten–Kerzers |
|      | Route de Lausanne-Brücke                  | Châtillens – Oron-la-Ville    |      | Strassenbrücke (zweispurig) mit Trottoirs und Rohrleitung an der Brückenwand 154 701 | Balkenbrücke   | Beton       | 30         | 598          | Höchstgeschwindigkeit 80 km/h PostAuto-Buslinie 385 (Servion–La Rogivue) Wanderweg |
|      | Route du Moulin-Brücke                    | Auboranges – Gillarens        |      | Strassenbrücke (zweispurig) mit Rohrleitung an der Brückenwand                       | Balkenbrücke   | Beton       | 16         | 591          | Gebaut 2018 Während des Zweiten Weltkriegs wurde an der ehemaligen Brücke von der Schweizer Armee ein Sprengobjekt angebracht. |
|      | Unbenannter Steg                          | Ecublens – Promasens          |      | Fussgängerbrücke                                                                     | Fachwerkbrücke | Stahl       | 25         | 579          | Wanderweg 500 m flussabwärts auf der linken Flussseite befindet sich das national geschützte Amphibienlaichgebiet Vuibroye. |
|      | Unbenannte Brücke                         | Ecublens – Rue                |      | Strassenbrücke (einspurig) 1520                                                      | Bogenbrücke    | Stein       | 35         | 578          | National schützenswertes Bauwerk, gebaut 1824. Vortritt vor dem Gegenverkehr (Fahrtrichtung Ecublens) Dem Gegenverkehr Vortritt lassen (Fahrtrichtung Rue) |

### Mittleres Broyetal
23 Brücken überspannen den Fluss von Moudon bis Granges-près-Marnand.
| Bild | Name                                   | Ort                         | Lage | Funktion                                                                                          | Konstruktion               | Material    | Länge in m | Höhe m ü. M. | Bemerkungen |
| ---- | -------------------------------------- | --------------------------- | ---- | ------------------------------------------------------------------------------------------------- | -------------------------- | ----------- | ---------- | ------------ | --- |
|      | Feldweg-Furt                           | Vulliens – Moudon           |      | Feldwegübergang                                                                                   | Furt                       | Erdboden    | 4          | 527          | |
|      | SBB-Brücke                             | Vulliens – Bressonnaz       |      | Eisenbahnbrücke (eingleisig)                                                                      | Balkenbrücke               | Beton       | 50         | 524          | Höchstgeschwindigkeit 80 km/h Bahnstrecke Palézieux–Payerne–Murten–Kerzers Das Bauwerk überquert auch den Chemin Brivaux. |
|      | Bressonnaz-Brücke                      | Bressonnaz                  |      | Strassenbrücke (zweispurig) 628                                                                   | Bogenbrücke                | Stein       | 50         | 524          | National schützenswertes Bauwerk, gebaut 1698–1701, modernisiert 1898 Veloland-Route 44 Le Jorat–Trois Lacs–Emme (Etappe 1 Lausanne–Payerne) Wanderland-Route 4 ViaJacobi (Etappe 16 Moudon–Lausanne) |
|      | Route Cantonale-Brücke                 | Bressonnaz                  |      | Strassenbrücke (zweispurig) mit Trottoirs und Velostreifen 601                                    | Balkenbrücke               | Beton       | 58         | 524          | Gebaut 1964 Überholen verboten Höchstgeschwindigkeit 80 km/h PostAuto-Buslinien 362 (Moudon–Mézières–Epalinges Croisettes) und 365 (Moudon–Mézières–Lausanne Sallaz) |
|      | Unbenannte Brücke                      | Moudon                      |      | Fussgängerbrücke                                                                                  | Balkenbrücke               | Stahl       | 30         | 522          | |
|      | Rohrträger-Übergang                    | Moudon                      |      | Rohrleitungsbrücke                                                                                | Hängebrücke                | Stahl       | 20         | 517          | |
|      | Unbenannte Brücke                      | Moudon                      |      | Fussgängerbrücke mit Rohrleitungen an der Brückenwand                                             | Fachwerkbrücke             | Stahl       | 33         | 516          | Allgemeines Fahrverbot Verbot für Tiere (Pferd) |
|      | Unbenannter Steg                       | Moudon                      |      | Fussgänger- und Velobrücke                                                                        | Balkenbrücke               | Stahl Holz  | 38         | 512          | Wanderland-Route 4 ViaJacobi (Etappe 16 Moudon–Lausanne) |
|      | Broye-Brücke                           | Moudon                      |      | Strassenbrücke (einspurig) mit schmalen Trottoirs                                                 | Gedeckte Brücke            | Holz        | 30         | 512          | Sprengwerkbrücke Höchstgeschwindigkeit 30 km/h Höchstgewicht 3 t Wanderweg |
|      | Saint-Eloi-Brücke                      | Moudon                      |      | Strassenbrücke (zweispurig) mit Trottoirs                                                         | Balkenbrücke               | Stahl       | 30         | 511          | Veloland-Route 44 Le Jorat–Trois Lacs–Emme (Etappe 1 Lausanne–Payerne) |
|      | Avenue de Billens-Brücke               | Moudon                      |      | Strassenbrücke (zweispurig) mit Trottoirs 151 626                                                 | Balkenbrücke               | Beton       | 40         | 511          | Höchstgeschwindigkeit 50 km/h PostAuto-Buslinien 362 (Moudon–Mézières–Epalinges Croisettes) und 365 (Moudon–Mézières–Lausanne Sallaz) TPF-Buslinien 474 (Romont–Vauderens–Moudon) und 475 (Lucens–Chesalles–Moudon) Wanderweg |
|      | Route Cantonale-Brücke                 | Moudon                      |      | Strassenbrücke (zweispurig) 601                                                                   | Balkenbrücke               | Beton       | 200        | 510          | Höchstgeschwindigkeit 80 km/h Das Bauwerk überquert auch die Avenue de la Gare. |
|      | SBB-Brücke                             | Moudon                      |      | Eisenbahnbrücke (eingleisig)                                                                      | Bogenbrücke                | Stahl       | 45         | 510          | Höchstgeschwindigkeit 80 km/h Bahnstrecke Palézieux–Payerne–Murten–Kerzers |
|      | Rollaz-Brücke (Route de Siviriez)      | Moudon                      |      | Strassenbrücke (zweispurig) mit Trottoir 624                                                      | Balkenbrücke               | Beton       | 38         | 510          | Höchstgeschwindigkeit 50 km/h Veloland-Route 44 Le Jorat–Trois Lacs–Emme (Etappe 1 Lausanne–Payerne) und Route 472 Broye champêtre à vélo (Moudon–Moudon) Wanderland-Route 4 ViaJacobi (Etappe 16 Romont–Moudon) Während des Zweiten Weltkriegs wurde an der Brücke von der Schweizer Armee ein Sprengobjekt angebracht.                                     |
|      | Unbenannte Brücke                      | Moudon                      |      | Fussgängerbrücke mit Rohrleitungen an der Brückenwand                                             | Fachwerkbrücke Bogenbrücke | Stahl       | 50         | 509          | Übergang ist nicht behindertengerecht (Treppen). |
|      | Route Cantonale-Brücke                 | Lucens – Curtilles          |      | Strassenbrücke (zweispurig) 601                                                                   | Balkenbrücke               | Beton       | 300        | 493          | Höchstgeschwindigkeit 80 km/h Das Bauwerk überquert auch die Bahnstrecke Palézieux–Kerzers. |
|      | Clos du Pont-Brücke (Route de Payerne) | Lucens                      |      | Strassenbrücke (zweispurig) 156 618                                                               | Bogenbrücke                | Stein       | 50         | 489          | National schützenswertes Bauwerk, gebaut 1863/64 Höchstgeschwindigkeit 80 km/h PostAuto-Buslinie 475 (Lucens–Chesalles–Moudon) TPF-Buslinie 478 ( Romont–Hennens–Lucens) Veloland-Route 44 Le Jorat–Trois Lacs–Emme (Etappe 1 Lausanne–Payerne) und Route 472 Broye champêtre à vélo (Moudon–Moudon) Wanderland-Route 4 ViaJacobi (Etappe 33 Payerne–Moudon) |
|      | Route de la Caséine-Brücke             | Lucens                      |      | Strassenbrücke (zweispurig) mit Rohrleitung an der Brückenwand                                    | Balkenbrücke               | Beton       | 42         | 487          | Veloland-Route 44 Le Jorat–Trois Lacs–Emme (Etappe 1 Lausanne–Payerne) Wanderland-Route 4 ViaJacobi (Etappe 33 Payerne–Moudon) |
|      | SBB-Brücke                             | Lucens                      |      | Eisenbahnbrücke (eingleisig)                                                                      | Balkenbrücke               | Stahl       | 38         | 481          | Höchstgeschwindigkeit 90 km/h Bahnstrecke Palézieux–Payerne–Murten–Kerzers Hinweistafel: Durchgang verboten |
|      | Des Iles-Steg                          | Lucens                      |      | Fussgängerbrücke                                                                                  | Bogenbrücke                | Holz        | 30         | 479          | Gebaut 2019 Metallschranken dienen als Durchfahrtssperre. Flussabwärts befindet sich das national geschützte Auengebiet Les Iles de Villeneuve. |
|      | Unbenannte Brücke                      | Villeneuve – Henniez        |      | Fussgängerbrücke                                                                                  | Hängebrücke Fachwerkbrücke | Stahl Beton | 21         | 472          | Allgemeines Fahrverbot Verbot für Tiere (Pferd) Metallpoller dienen als Durchfahrtssperre. Wanderweg Interkantonale Brücke (Kantonsgrenze Freiburg – Waadt) |
|      | Granges-Brücke (Avenue de la Gare)     | Granges-près-Marnand        |      | Strassenbrücke (zweispurig) mit abgetrennten Trottoirs und Rohrleitung an der Brückenwand 185 522 | Balkenbrücke               | Beton       | 40         | 469          | Höchstgeschwindigkeit 50 km/h PostAuto-Buslinien 565 (Lucens–Granges-près-Marnand–Cugy) und 650 (Yverdon-les-Bains–Yvonand–Granges-près-Marnand) Veloland-Route 44 Le Jorat–Trois Lacs–Emme (Etappe 1 Lausanne–Payerne) Wanderweg |
|      | Unbenannte Brücke                      | Granges-près-Marnand – Trey |      | Fussgängerbrücke                                                                                  | Hängebrücke Fachwerkbrücke | Stahl Beton | 47         | 462          | Verbot für Tiere (Pferd) |

### Broye-Ebene
20 Brücken überspannen den Fluss von Payerne bis zum Murtensee.
| Bild | Name                                | Ort                    | Lage | Funktion                                                                                          | Konstruktion               | Material    | Länge in m | Höhe m ü. M. | Bemerkungen |
| ---- | ----------------------------------- | ---------------------- | ---- | ------------------------------------------------------------------------------------------------- | -------------------------- | ----------- | ---------- | ------------ | --- |
|      | Unbenannte Brücke                   | Payerne                |      | Fussgänger- und Velobrücke                                                                        | Fachwerkbrücke             | Stahl       | 28         | 450          | Gebaut 1977 Metallpoller dienen als Durchfahrtssperre. Veloland-Route 44 Le Jorat–Trois Lacs–Emme (Etappe 1 Lausanne–Payerne) und Route 63 Gros de Vaud–La Côte (Etappe 1 Payerne–Echallens) Wanderweg |
|      | Route de Fribourg-Brücke            | Payerne                |      | Strassenbrücke (zweispurig) mit Trottoir 181 524                                                  | Balkenbrücke               | Beton       | 350        | 450          | Höchstgeschwindigkeit 80 km/h Das Bauwerk überquert auch die Bahnstrecke Palézieux–Kerzers. |
|      | Route du Châtelard-Brücke           | Payerne                |      | Strassenbrücke (zweispurig) mit Trottoir und Rohrleitungen unterhalb der Fahrbahn                 | Balkenbrücke               | Beton       | 80         | 450          | |
|      | Des Rives de la Broye-Steg          | Payerne                |      | Fussgänger- und Velobrücke                                                                        | Fachwerkbrücke             | Stahl       | 38         | 450          | Wetterfeste Stahlbrücke, gebaut 2017 Verbot für Motorräder Verbot für Motorfahrräder |
|      | Unbenannter Steg                    | Payerne                |      | Fussgänger- und Velobrücke                                                                        | Fachwerkbrücke             | Stahl       | 35         | 450          | Verbot für Motorräder Verbot für Motorfahrräder |
|      | SBB-Brücke                          | Payerne                |      | Eisenbahnbrücke (eingleisig)                                                                      | Balkenbrücke               | Stahl       | 35         | 450          | Höchstgeschwindigkeit 100 km/h Bahnstrecke Yverdon–Payerne–Fribourg |
|      | Guillermaux-Brücke                  | Payerne                |      | Strassenbrücke (zweispurig) mit Trottoirs 518                                                     | Bogenbrücke                | Beton       | 35         | 450          | Gebaut 1920/21, renoviert 2015 Höchstgeschwindigkeit 100 km/h Skatingland-Route 3 Mittelland Skate (Etappe 11 Avenches–Estavayer-le-Lac) Veloland-Route 34 Alter Bernerweg (Etappe 1 Estavayer-le-Lac–Laupen) und Route 481 Les collines de la Broye (Etappe 1 Payerne–Payerne)                                                                      |
|      | Rue d'Yverdon-Brücke                | Payerne                |      | Strassenbrücke (zweispurig) mit Trottoirs                                                         | Balkenbrücke               | Beton       | 30         | 450          | Höchstgeschwindigkeit 50 km/h PostAuto-Buslinie 571 (Transport urbain de Payerne) |
|      | Rue de la Passerelle-Steg           | Payerne                |      | Fussgänger- und Velobrücke mit Rohrleitungen an den Brückenseiten                                 | Fachwerkbrücke             | Stahl       | 33         | 450          | Verbot für Motorräder Verbot für Motorfahrräder |
|      | Unbenannter Steg                    | Payerne                |      | Fussgänger- und Velobrücke                                                                        | Balkenbrücke               | Beton       | 35         | 449          | Verbot für Motorräder Verbot für Motorfahrräder Metallpoller dienen als Durchfahrtssperre. |
|      | Aveugles-Brücke (Pont de Longbroye) | Payerne                |      | Strassenbrücke (zweispurig) mit Trottoirs, Velostreifen und Rohrleitungen an der Brückenseite 513 | Balkenbrücke               | Beton       | 42         | 448          | Höchstgeschwindigkeit 80 km/h Die hydrometrische Messstation Broye - Payerne, Caserne d 'aviation (2034) vom Bundesamt für Umwelt (BAFU) befindet sich 250 m flussabwärts auf der linken Flussseite. |
|      | Pont-Neuf (Route de Neuchâtel)      | Corcelles-près-Payerne |      | Strassenbrücke (zweispurig) mit Trottoirs, Velostreifen und Rohrleitungen an der Brückenseite 514 | Fachwerkbrücke Bogenbrücke | Stahl       | 54         | 445          | Gebaut 1898 |
|      | Pont sur la Broye (A1-Brücke)       | Domdidier              |      | Autobahnbrücke (vierspurig) mit zwei Standspuren und Rohrleitungen unterhalb der Fahrbahn         | Hohlkastenbrücke           | Beton       | 500        | 442          | Höchstgeschwindigkeit 120 km/h Der A1-Abschnitt zwischen Greng und Payerne wurde 1996 eröffnet. |
|      | Unbenannte Brücke                   | Domdidier              |      | Strassenbrücke (zweispurig)                                                                       | Balkenbrücke               | Beton       | 55         | 440          | |
|      | Saint-Aubin-Brücke                  | Domdidier              |      | Strassenbrücke (zweispurig) 2510                                                                  | Balkenbrücke               | Beton       | 52         | 439          | Die Brücke wurde 1994 erstellt. TPF-Buslinien 544 (Fribourg–Avenches–Domdidier–Gletterens) und 556 (Villarepos–Domdidier–Gletterens–Rueyres-les-Prés) |
|      | Hauptstrasse-Brücke                 | Villars-le-Grand       |      | Strassenbrücke (zweispurig) 153 503                                                               | Bogenbrücke                | Stahl Beton | 36         | 438          | Höchstgeschwindigkeit 80 km/h PostAuto-Buslinie 540 (Avenches–Villars-le-Grand–Cudrefin) |
|      | Unbenannte Brücke                   | Villars-le-Grand       |      | Strassenbrücke (zweispurig)                                                                       | Balkenbrücke               | Beton       | 55         | 436          | |
|      | Unbenannte Brücke                   | Salavaux               |      | Strassenbrücke (zweispurig)                                                                       | Balkenbrücke               | Beton       | 50         | 434          | Gebaut 1967 |
|      | Salavaux-Brücke (Route d’Avenches)  | Salavaux               |      | Strassenbrücke (zweispurig) mit Trottoir 152 505                                                  | Bogenbrücke                | Stahl       | 60         | 434          | Renoviert 2022, einspuriger Übergang ist während Reparaturen durch Lichtanlage geregelt. Höchstgeschwindigkeit 50 km/h PostAuto-Buslinien 535 (Avenches–Salavaux–Cudrefin–Ins) und 538 ((Avenches)–Salavaux–Mur) Veloland-Route 480 Tour du Lac de Morat (Murten–Murten) und Route 481 Les collines de la Broye (Etappe 1 Payerne–Payerne) Wanderweg |
|      | Temporärer Steg                     | Salavaux               |      | Fussgängerbrücke                                                                                  | Fachwerkbrücke             | Stahl       | 50         | 434          | Gebaut 2022, dient als Fussgängerübergang während der Instandstellung der Salavaux-Brücke. Wanderweg |

### Broyekanal
3 Brücken überspannen den Kanal vom Murtensee bis zum Neuenburgersee.
| Bild | Name                           | Ort                 | Lage | Funktion                                          | Konstruktion | Material    | Länge in m | Höhe m ü. M. | Bemerkungen |
| ---- | ------------------------------ | ------------------- | ---- | ------------------------------------------------- | ------------ | ----------- | ---------- | ------------ | --- |
|      | Route Principale-Brücke        | Sugiez              |      | Strassenbrücke (zweispurig) mit Trottoirs 3410    | Balkenbrücke | Beton       | 94         | 432          | Die Brücke wurde 1967 gebaut, 1970 eröffnet und 1987 renoviert. Sie ersetzte eine Eisenfachwerkbrücke von 1876. Höchstgeschwindigkeit 50 km/h PostAuto-Buslinie 530 (Kerzers–Sugiez–Lugnorre) Skatingland-Route 3 Mittelland Skate (Etappe 10 Ins–Avenches) Veloland-Route 59 Saanenland–Freiburgerland (Etappe 4 Fribourg–Erlach) und Route 480 Tour du Lac de Morat (Murten–Murten) Wanderland-Route 2 Trans Swiss Trail (Etappe 7 Neuchâtel–Murten), Route 71 Chemin des Trois-Lacs (Etappe 3 Portalban–Murten), Route 268 Sentier historique du Vully (Sugiez–Pierre Agassiz–Sugiez) und Route 283 Murtensee-Weg (Murten–Môtier) BAFU Hydrometrische Messstation Nr. 2447 Canal de la Broye - Sugiez befindet sich 20 m flussabwärts auf der linken Flussseite. |
|      | Rotary-Brücke (Expo.02-Brücke) | Sugiez – Ins        |      | Fussgänger- und Velobrücke                        | Bogenbrücke  | Holz        | 250        | 432          | Die Human Powered Mobility (HPM)-Brücke wurde 2001 im Rahmen der Expo.02 als Teil des Verbindungswegnetzes zwischen den Ausstellungsgeländen erstellt. Die Brücke musste 2022 saniert werden. Fahrverbot für Motorwagen, Motorräder und Motorfahrräder Verbot für Tiere (Pferd) Höchstgewicht 1 t Skatingland-Route 3 Mittelland Skate (Etappe 10 Ins–Avenches) Veloland-Route 5 Mittelland-Route (Etappe 6 Ins–Yverdon) und Route 59 Saanenland–Freiburgerland (Etappe 4 Fribourg–Erlach) Wanderweg Interkantonale Brücke (Kantonsgrenze Freiburg – Bern) |
|      | Hauptstrasse-Brücke            | La Sauge – Lugnorre |      | Strassenbrücke (zweispurig) mit Trottoirs 153 503 | Balkenbrücke | Beton Stahl | 65         | 431          | Höchstgeschwindigkeit 80 km/h PostAuto-Buslinie 535 (Avenches–Salavaux–Cudrefin–Ins) Interkantonale Brücke (Kantonsgrenze Waadt – Freiburg) 1,5 km flussabwärts bei der Mündung des Broyekanals in den Neuenburgersee finden sich zwei Dreikantonsecken . |